# João Pereira Coutinho
João Manuel de Quevedo Pereira Coutinho GOM (Lisboa, 23 de Junho de 1956) é um empresário português.

## Carreira

### Percurso empresarial
Filho mais novo de Diogo Pereira Coutinho (mas atuando em separado do seu irmão Vasco), João Pereira Coutinho licenciou-se em Organização e Gestão de Empresas, pela Pontifícia Universidade Católica do Rio de Janeiro.
A sua família estabelecera-se no Brasil na sequencia dos acontecimentos de 25 de Abril de 1974.
O Brasil seria o pais onde o empresário iniciaria o seu percurso, na década de 1990, quando conseguiu ter capital próprio para investir.
Em 2019 um artigo do Diário de Noticias dava conta que a sua holding SGC faturava, naquele pais, cerca de 450 milhões de reais (o correspondente a 175 milhões de euros) ao ano, dando emprego a cerca de 1000 pessoas.
Além do imobiliário, sobretudo a promoção e gestão de centros comerciais, envolveu-se no setor automóvel, nas concessões de utilities e no ambiente, nomeadamente na concessão de serviços de água e saneamento, e telecomunicações. Fora do Brasil, estendeu os seus investimentos aos EUA, à Argentina e, posteriormente, também a Portugal e Espanha.
Em Portugal ficou conhecido sobretudo como empresário no setor da distribuição e comércio automóvel. Foi parte do seu património o grupo SAG (que controlava com 75%), empresa então cotada na Bolsa. O Grupo SAG detinha a SIVA, importadora de veículos das marcas Volkswagen, Audi e Skoda para distribuição no mercado português
Além dos automóveis, João Pereira Coutinho também controlou em Portugal a AR Telecom. Esta empresa foi a responsável pela introdução da TDT, depois de ganhar o concurso para a sua instalação em Portugal.
Em 2008 era considerado o 5.º empresário mais rico de Portugal. Em 2011, tinha caído para 34 lugar na tabela dos portugueses mais ricos.

### Dívidas
Em 18 de agosto de 2018 notícias vindas a público davam conta que, por força de dificuldades financeiras, estava em risco a continuidade da SIVA. Uma notícia do Jornal de Negócios referia que «a empresa agravou os prejuízos para 10,1 milhões até Junho».
Em 2019 a SCG e o dono da SIVA aparece com uma dívida de 704 milhões de euros. Um dos maiores credores era o BCP, onde estavam em causa 309 milhões.
Em 2019, Pereira Coutinho vendeu a empresa SIVA por €1 à Porsche Salzburg.

## Distinções

### Condecorações
- Grande-Oficial da Ordem Nacional do Cruzeiro do Sul do Brasil (3 de Fevereiro de 1999)[9]
- 17 de Janeiro de 2006 foi feito Grande-Oficial da Ordem do Mérito de Portugal (17 de Janeiro de 2006)[10]
- 3 de Setembro de 2010 foi feito Comendador da Pontifícia Ordem Equestre de São Gregório Magno do Vaticano ou da Santa Sé (3 de Setembro de 2010)[9]

### Outros prémios
Também recebeu o Prémio Personalidade do Ano 2006, atribuído pela Câmara de Comércio e Indústria Luso-Brasileira.

## Vida pessoal
Em 2012 um artigo do Correio da Manhã referia que Pereira Coutinho possuía, entre outros bens, uma propriedade na Argentina com 31 551 km², assim como uma ilhota em Angra dos Reis.

### Posições politicas
Foi um dos subscritores do "Manifesto dos 100", contra a possibilidade dum Governo de Coligação de Esquerda e Extrema-esquerda entre o Partido Socialista, a Coligação Democrática Unitária (Partido Comunista Português e Partido Ecologista Os Verdes) e o Bloco de Esquerda, em Novembro de 2015, em virtude de ser detrimental para a iniciativa económica e empresarial.

### Família, casamento e descendência
D. João Manuel de Quevedo Pereira Coutinho é o filho mais novo de D. Diogo Manuel de Castro Constâncio Pereira Coutinho, da casa dos marqueses de Soydos, e de sua primeira mulher Maria José Carlota de Castro Coutinho de Quevedo Pessanha, bisneta do 1.º Barão da Quinta do Ferro e 1.º Visconde da Quinta do Ferro e do 1.º Visconde de Portalegre e trineta do 1.º Visconde de Castelo Branco e do 1.º Barão de Oleiros e 1.º Visconde de Oleiros, e irmão do também empresário D. Vasco Pereira Coutinho, 1.º Marquês de Pereira Coutinho.
Casou pela primeira vez, no Brasil, a 11 de Dezembro de 1980, ou a 11 Fevereiro de 1990, com Gilda Pereira Fontanella, filha de Celso Augusto Fontanella e de sua mulher Lia Duarte Pereira, sem geração.
Casou pela segunda vez em Carcavelos, a 28 de Setembro de 1996, com Ana Catarina Viegas Louro Pessoa Lobo, filha de Artur Joaquim Valdemar Pessoa Lobo (Oeiras, Cruz Quebrada-Dafundo, 18 de Abril de 1922 - Oeiras, Oeiras e São Julião da Barra, 18 de Abril de 1996) e de sua mulher Maria da Conceição Pinto Viegas Louro (Lisboa, Santa Maria de Belém, 9 de Dezembro de 1931 - 15 de Junho de 2004). O casal tem dois filhos e uma filha.